# مكتبات نيسابور
لنيسابور  تاريخ إسلامي علمي وسياسي عريق، وهي من أكثر المدن الإسلامية التي تزخر بالمكتبات التاريخية. ومن مكتباتها من نيسابور قدیم:

## مكتبةالصابوني
ذكرت المصادر ـ لدى الحديث عن خلف بن أحمد أمير سيستان ـ أنه قد جمع علماء إيران، وطلب منهم إعداد تفسير شامل للقرآن الكريم يحتوي على جميع الأحاديث وأقوال المفسرين السابقين، والقراءات. وقد رصد لهذا المشروع مبلغ 20 ألف دينار، ونتج عن ذلك تأليف تفسير واسع يشتمل على مئة جزء. وهذا التفسير الفريد قد أُودع في مكتبة الصابوني بنيسابور ليفيد منه الطلبة والباحثون.. غير أنّ هذا الكتاب ضاع ـ في جملة ما ضاع من هذه المكتبة ـ في هجوم الغزّال على نيسابور.

## مكتبة الشجري
أنشأ مسعود بن ناصر الشجري (المتوفى سنة 477 هـ) مدرسة إلى جوار مسجد عقيل في نيسابور، وألحق بها مكتبة. وكانت محتويات هذه المكتبة من نفائس الكتب في ذلك الوقت.

## مكتبة المدرسة السعديّة
هذه المكتبة من الأعمال العمرانية التي تولّى القيام بها حاكم نيسابور أبو نصر بن سُبُكْتِكِيْن، أخو السلطان محمود الغزنوي.

## مكتبة أبي سعيد
بنى أبو سعيد إسماعيل بن علي بن منشي الاسترآبادي، العارف والواعظ النيسابوري، مدرسة علمية وبنى فيها أيضاً مكتبة كبيرة.

## مكتبة المدرسة البيهقية
أُنشئت هذه المدرسة والمكتبة في نيسابور قبل المدرسة النظامية بسنوات كثيرة، وكان موئلاً للعلماء والباحثين.

## مكتبة مدرسة الشوافع
وهي من أقدم مدارس إيران ومكتباتها، وفي هذه المدرسة درس أبو علي الدقّاق وأبوالقاسم القُشَيري.

## مكتبات أخرى
إضافة إلى ما مرّ. فانّ مدارس علمية أخرى كانت في القرن الرابع الهجري تشتمل على مكتبات، ومن هذه المدارس:
مدرسة المشطي، مدرسة السووي، مدرسة أبي علي الدقّاق، مدرسة الشحّامي، المدرسة القشيرية، مدرسة أبي نصر بن أبي الخير، مدرسة سرهنگ، ومدرسة السمعاني.